# روش نانسون
روش نانسون (به انگلیسی: Nanson's method) یک نظام انتخاباتی حذفی مرحله‌دار با استفاده از شمارش بوردا  است. در مرحلهٔ اول، امتیاز بوردای هر نامزد محاسبه می‌شود. سپس هر نامزدی که امتیازش از میانگین امتیازات بالاتر نباشد (پایین‌تر یا مساوی باشد) حذف خواهد شد. نام نامزدهای حذف‌شده از برگه‌های رأی نیز حذف می‌شود. در مرحلهٔ دوم، امتیاز بوردای نامزدان باقیمانده مجدداً محاسبه می‌شود. سپس نامزدانی که امتیازشان از میانگین جدید نامزدها در مرحلهٔ دوم بالاتر نباشد حذف خواهند شد. این مراحل آنقدر تکرار می‌شود تا در نهایت فقط یک نامزد باقی بماند. آن نامزد برندهٔ انتخابات است. اگر امتیاز همهٔ نامزدهای باقیمانده برابر بود، برنده باید به روشی که پیشتر مشخص شده (مثلاً پرتاب سکه) تعیین شود.

## معیارهای انتخاباتی
روش نانسون معیار کندورسه را برآورده می‌کند یعنی اینکه تضمین می‌کند برندهٔ کندورسه را — در صورت وجود — به عنوان برنده اعلام کند.
روش نانسون معیار یکنوایی را نقض می‌کند یعنی اینکه حمایت بیشتر  از یک نامزد ممکن است به ضررش تمام شود یا برعکس حمایت کمتر از او به سودش باشد.

## روش بالدوین
جی. ام. بالدوین، اخترشناس استرالیایی، روش مشابهی را پیشنهاد داده است که در آن در هر مرحله، فقط ضعیف‌ترین نامزد حذف می‌شود.